# 블랙아웃: 인베이젼 어스
《블랙아웃: 인베이젼 어스》(러시아어: Аванпост)는 2019년 개봉한 러시아의 SF 스릴러 영화로, 예고르 바라노프 감독이 연출했다. 지구를 침략한 외계인에 의해 순식간에 온 지구가 멈춰버린 후, 그에 맞선 인류의 사투를 그린 영화다.

## 줄거리
단 한도시를 제외하고 그들이 지구를 멈췄다!
가까운 미래, 어느 날 평화로웠던 어느 거대 도시는 갑자기 전 세계와의 통신이 두절되는 초유의 사태를 겪는다. 도시 밖으로 한 걸음만 나가도 전기를 비롯한 일체의 시설이 작동하지 않고, 심지어 전 세계 인류의 생사조차 불분명한 상황. 사태의 원인을 규명하고 생존자를 찾고자 탐색에 나선 특수부대는 그곳에서 충격적인 장면을 목격하는데...
꺼지지 않은 단 1%의 인류는 생존의 실마리를 찾을 수 있을 것인가!

## 출연진
- 표트르 표도로프 - 유라
- 알렉세이 차도프 - 올레크
- 콘스탄틴 라브로넨코 - 돌마토프 시장
- 루케리야 일리야넨코 - 알료샤
- 크세니야 쿠테포바 - 마리나 오스몰롭스카야
- 아르툠 트카첸코 - 이드
- 필리프 아브데예프 - 제냐
- 세르게이 고딘 - 라브린
- 스베틀라나 이바노바 - 올리야
- 안겔리나 스트레치나 - 카탸
- 유리 보리소프 - 막심 카삿킨
- 일리야 볼코프 - 라
- 엘레냐 랴도바
- 막심 이엘리아노프 - 파블로프
- 미카엘 그루보브 - 코필로프
- 이반 이바시킨 - 디마
- 옐레나 코레네바
- 일리야 말라닌 - 콜야

## 수입사
- 조이앤시네마

## 수상
- 2019년 제29회 시네퀘스트 영화제 장편영화